# Chinko (Fluss)
Der Chinko ist ein Fluss in der Zentralafrikanischen Republik.

## Verlauf
Der rechte Nebenfluss des Mbomou entspringt im Osten der Zentralafrikanischen Republik, direkt an der Grenze zum Südsudan. Er bildet den größten Teil der Grenze zwischen den beiden Präfekturen Haute-Kotto und Haut-Mbomou. Die Angaben bezüglich seiner Länge sind unterschiedlich. Sie werden mit 658 km und etwa 450 km beziffert.

## Hydrometrie
Durchschnittliche monatliche Durchströmung des Chinko gemessen an der hydrologischen Station in Rafaï, 22 km oberhalb der Mündung in den Mbomou in m³/s (1952–1973).
- Diagrammdaten:
- Definition |
- Rohdaten |
- Hilfe